# Mikrozephalie

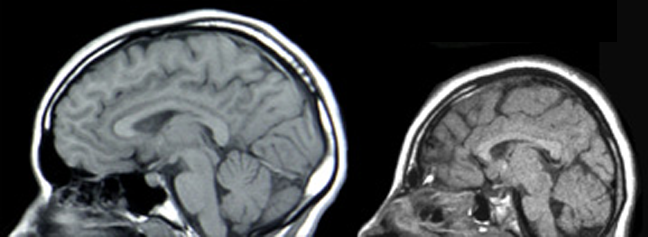
Kopf-Tomogramme. Links: Normal. Rechts: Mikrozephalie

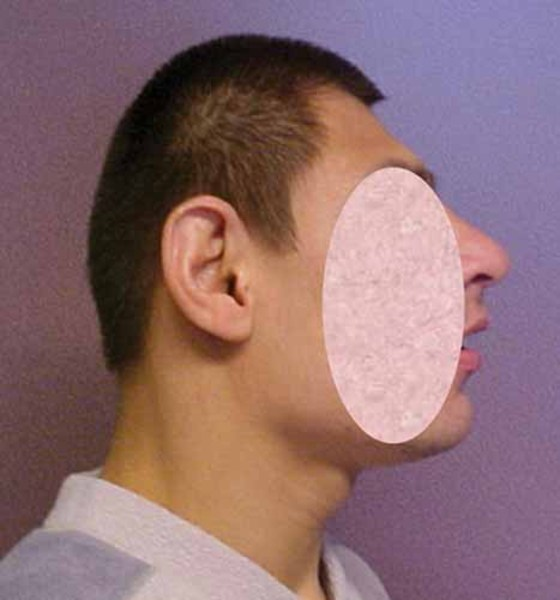
Person mit einer Mikrozephalie

Unter einer Mikrozephalie (auch Mikrocephalie geschrieben; von griechisch  mikrós „klein“ sowie κεφαλή kephalē „Kopf“) versteht man eine Entwicklungsstörung beim Menschen, bei der der Kopf eine vergleichsweise geringe Größe aufweist; der Kopfumfang ist hierbei drei Standardabweichungen geringer als der Mittelwert für einen Menschen gleichen Alters und Geschlechts. Mikrozephalie geht für den Betroffenen mit einer geistigen Behinderung einher, deren Intensität vom Ausmaß und von den Begleitfehlentwicklungen abhängt. Die Häufigkeit beträgt 1,6 auf 1.000 Geburten.
Gründe hierfür können eine Fehlentwicklung des Gehirns (Dyszephalie, Mikroenzephalie) oder ein vorzeitiger Verschluss der Schädelnähte (Kraniostenose) mit daraus folgender Dyskranie bzw. Mikrokranie sein.
Eine Unterscheidung von Mikrozephalie und Kraniostenose nahm erst Rudolf Virchow 1858 vor und schuf damit die Voraussetzung zu einer Therapie wie sie erstmals 1890 ausgeführt wurde.

## Ursachen
Ausgelöst werden können eine Mikrozephalie bzw. die zu dieser Besonderheit führenden Entwicklungen z. B. durch:
- eine Infektion mit Röteln oder dem Zika-Virus[5] oder dem Cytomegalievirus während der Schwangerschaft bei der Mutter.
- Chromosomenbesonderheiten, wie sie z. B. Ursache für das Cri-du-chat-Syndrom, das Angelman-Syndrom, das Kabuki-Syndrom, das Nijmegen-Breakage-Syndrom, Trisomie 14 oder ein Down-Syndrom sind.
- Die Stoffwechselstörung Phenylketonurie.
- Ebenso ist das fetale Alkoholsyndrom eine häufige Ursache für eine Mikrozephalie.
- Crystal-Meth-Missbrauch in der Schwangerschaft[6].
- Eine Mikrozephalie kann auch im Rahmen einiger Syndrome auftreten wie z. B. dem Renpenning-Syndrom, bei der Autosomal-rezessiven primären Mikrozephalie, dem Paine-Syndrom, dem Galloway-Syndrom oder dem Nicolaides–Baraitser-Syndrom.

## Strahleninduzierte Mikrozephalie
Die strahleninduzierte Mikrozephalie (lat. inducere „einleiten“) bezeichnet eine in mehreren epidemiologischen Untersuchungen beobachtete Besonderheit bei Kindern, die im Verlauf der Schwangerschaft einer erhöhten Strahlenbelastung ausgesetzt waren, z. B. aufgrund einer therapeutischen Bestrahlung wegen einer Krebs-Behandlung der Mutter oder bei Strahlenbelastungen, wie sie bei Atombombenopfern o. ä. nachzuweisen sind. Das Auftreten einer Mikrozephalie ist hier abhängig von der Strahlendosis. Die zur Auslösung dieser embryotoxischen Schädigung notwendigen Strahlendosen liegen über 0,1 Gy (10 rd), nach einer Dosis von 0,5 Gy (50 rd) muss mit einer hohen Inzidenz gerechnet werden. Die empfindliche Periode liegt in der 8. bis 15. Schwangerschaftswoche, in der sich die Nervenzellen ausbilden.